# Abronia mixteca
Abronia mixteca (міштекська абронія) — вид веретільницеподібних ящірок родини веретільницевих (Anguidae). Ендемік Мексики.

## Поширення і екологія
Міштекські абронії мешкають в горах Південної Сьєрра-Мадре в штатах Герреро і Оахака. Вони живуть в гірських сосново-дубових лісах, на висоті від 2134 до 2400 м над рівнем моря. Ведуть деревний спосіб життя.

## Збереження
МСОП класифікує цей вид як вразливий. Abronia mixteca загрожує знищення природного середовища.